# Aigle (Vaud)
Aigle (Âgllo en francoprovençal, Aigle en francès) és una ciutat i comuna suïssa del cantó de Vaud. En el poble es pot visitar el castell i el Museu de la Vinya i del Vi.